# Pinctada

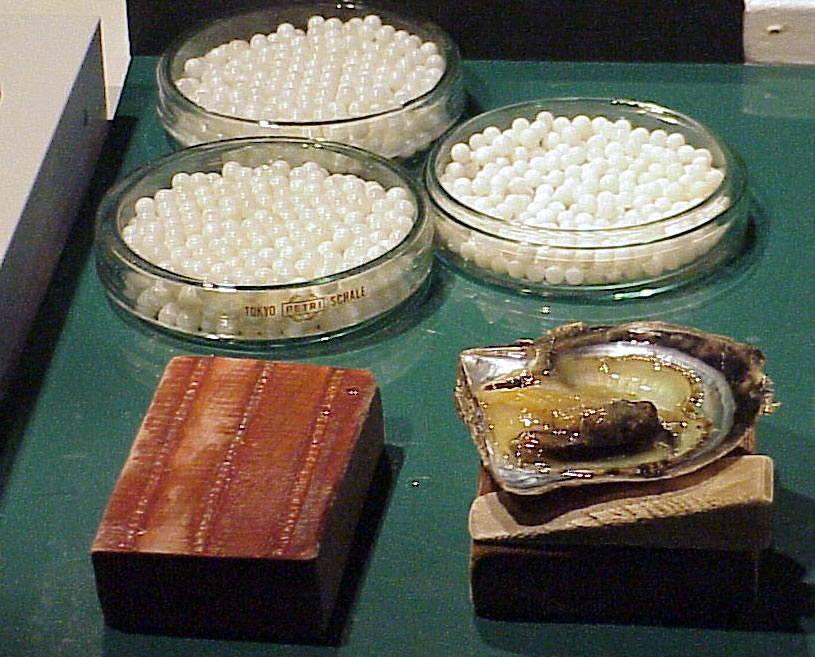
Rechts unten eine geöffnete Perlmuschel

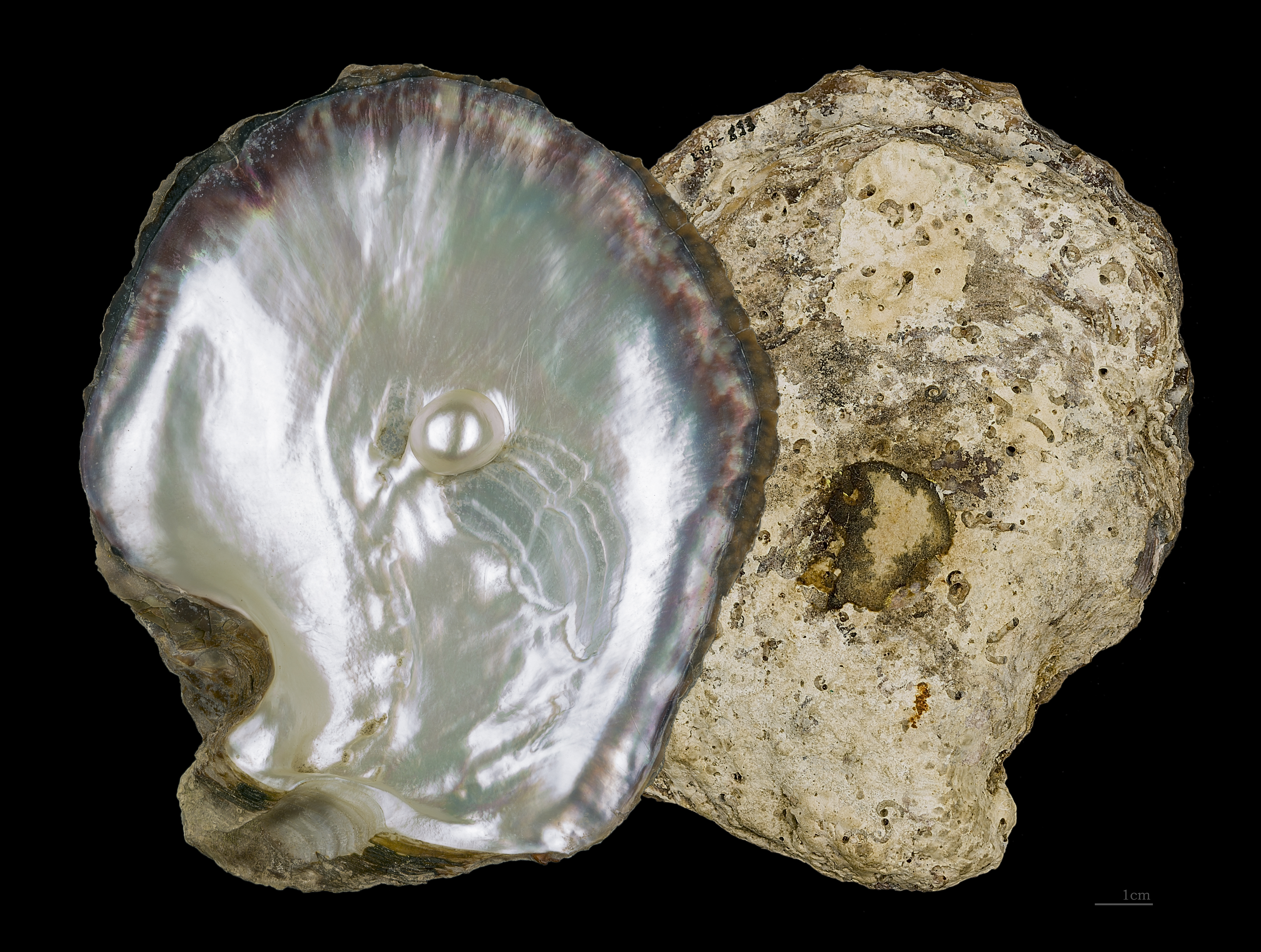
Pinctada margaritifera

Pinctada, auch Perlmuscheln genannt, ist die einzige Gattung der Familie der Margaritidae, die zur Ordnung der Ostreida gestellt wird. Die namengebende Gattung Margarita ist ein jüngeres Synonym der Gattung Pinctada. Einige Arten der Gattung Pinctada spielen in der Gewinnung von Perlen eine Rolle.

## Merkmale
Die mittelgroßen bis sehr großen, leicht ungleichklappigen Gehäuse der Pinctada-Arten sind schwach schief-rundlich bis gerundet-quadratisch und erreichen eine maximale Größe bis zu 33,5 Zentimetern (Pinctada anomioides), sind aber meist kleiner (um sieben Zentimeter). Die Gehäuse sind meist etwas höher als lang. Die linke Klappe ist meist etwas stärker gewölbt als die rechte Klappe. Der nach vorne eingekrümmte Wirbel sitzt fast mittig nur sehr wenig aus der Mitte zum Vorderende verschoben. Die rechte Klappe besitzt unter dem vorderen Ohr einen Byssuseinschnitt. Der Schlossrand ist gerade und mehr oder weniger nach vorne und nach hinten ausgezogen; diese Fortsätze werden auch Ohren genannt. Bei den Pinctada-Arten ist häufig das vordere Ohr größer als das hintere Ohr. Das Schloss ist im Adultstadium zahnlos. Das Ligament liegt extern oder intern in einer breiten Ligamentgrube.
Die Schale ist dünn bis vergleichsweise dick, das Gehäuse kann daher ziemlich schwer sein. Die Schale ist aus zwei mineralischen Schichten aufgebaut, einer inneren aragonitischen Schicht bestehend aus lamellaren Strukturen (vgl. Nutzung), und einer äußeren kalzitischen Schicht bestehend aus prismatischen Strukturen sowie dem organischen Periostracum, das sehr dünn und hinfällig ist. Die Ornamentierung der Gehäuse besteht aus konzentrischen schuppigen Lamellen, gelegentlich sind auch radiale Elemente vorhanden.
Juvenile Tiere besitzen noch zwei Schließmuskeln, von denen der vordere Schließmuskel bei den adulten Tieren ganz verschwunden ist (monomyar).

### Ähnliche Gattungen
Die Gehäuse der Gattung Pteria sind deutlich schiefer und mehr eiförmig, sie haben meist auch eine weniger dicke Schale. Auch ist das hintere Ohr viel größer bzw. viel länger, schnabelartig verlängert. Der Wirbel sitzt bei den Pinctada-Arten fast mittig, bei den Pteria-Arten stark an den Vorderrand verlagert.

## Geographische Verbreitung und Lebensraum
Die Pinctada-Arten sind vor allem in tropischen und subtropischen Meeren beheimatet. Pinctada radiata dringt auf der östlichen Seite des Atlantiks bis ins Mittelmeer vor, im westlichen Atlantik bis Florida. Im Pazifischen Ozean kommt Pinctada fucata bis nach Südjapan vor. Alle Pinctada-Arten leben in flachem Wasser bis etwa 50 Meter Wassertiefe. Die Gehäuse sind mit Byssus an Hartsubstrat angeheftet.

## Taxonomie
Das Taxon wurde 1798 von Peter Friedrich Röding erstmals beschrieben. Typusart ist Mytilus margaritiferus Linnaeus, 1758 durch spätere Bestimmung. Die Gattung umfasst derzeit 20 rezente Arten, von denen 6 Arten eine Bedeutung für die Perlenzucht haben (oder hatten). Die Paleobiology Database verzeichnet nur wenige fossile Arten.
- - Pinctada albina (Lamarck, 1819)
  - †Pinctada antiqua (Gabb, 1869) (Kreide)
  - Pinctada capensis (Sowerby III, 1890)
  - Pinctada chemnitzii (Philippi, 1849)
  - †Pinctada crassicardia (Tate, 1886) (Miozän/Pliozän)
  - Pinctada cumingii (Reeve, 1857)
  - †Pinctada foulloni (Bittner, 1891) (Trias)
  - Pinctada fucata (Gould, 1857)
  - Pinctada galtsoffi Bartsch, 1931
  - Pinctada imbricata Röding, 1798
  - Pinctada inflata (Schumacher, 1817)
  - Pinctada longisquamosa (Dunker, 1852)
  - Pinctada maculata (Gould, 1850)
  - Große Seeperlmuschel (Pinctada margaritifera (Linnaeus, 1758))
  - Pinctada maxima (Jameson, 1901)
  - Pinctada mazatlanica (Hanley, 1856)
  - Pinctada nigra (Gould, 1850)
  - Pinctada persica (Jameson, 1901)
  - Pinctada petersii (Dunker, 1852)
  - Pinctada phuketensis Somrup, Sangsawang, S.-K. Liu & Muangmai, 2022
  - Pinctada radiata (Leach, 1814)
  - Pinctada reeveana (Dunker, 1872)
  - †Meleagrina schlosseri (Böhm, 1891) (Kreide)
  - Pinctada sugillata (Reeve, 1857)
  - Pinctada vidua (Gould, 1850)

## Nutzung
Im Wesentlichen werden sechs Arten der Gattung Pinctada zur Perlenzucht verwendet. Es sind dies:
- Pinctada maxima (Jameson, 1901): Bei der Perlmuschelart Pinctada maxima handelt es sich um eine außerordentlich große Muschel. Sie kann 20 bis 30 cm groß werden, und über 5 kg Gewicht erreichen. Sie kommt im östlichen Indischen Ozean bis hin zum tropischen westlichen Pazifik vor. Die Perlen dieser gut zur Zucht geeigneten Muschel können bis 20 mm groß werden.
- Pinctada margaritifera (Linnaeus, 1758): Diese Muschel ist an der Ostküste Afrikas, dem Roten Meer, im Persischen Golf, Indischen Ozean, westlichen und mittleren pazifischen Raum beheimatet. Die Art besteht aus mehreren Unterarten, zu denen die Schwarzlippige Perlmuschel (Pinctada margaritifera cumingi) aus dem polynesischen Raum zählt. Die kostbarsten und berühmtesten Perlen der Antike (wie etwa die legendären Perlenohrringe der Königin Kleopatra) dürften von dieser Muschelart stammen.
- Pinctada radiata (Leach, 1814) ist im Persischen Golf, Roten Meer, Indischen Ozean und, seit dem Bau des Sueskanals stellenweise auch im Mittelmeer beheimatet. Die meisten Perlen der Antike dürften dieser Muschelart zu verdanken gewesen sein. Diese Art wird nur in geringem Umfang gezüchtet. Ihre Naturperlen genießen jedoch noch heute einen hohen Stellenwert.
- Pinctada imbricata (Röding, 1798) Bei der Art Pinctada imbricata handelt es sich um jene Perlmuschel, welche für die ersten Perlen aus der Neuen Welt (Amerika) sorgte. Der Weltentdecker Kolumbus hatte Perlen dieser Muschelart bei Indianern an der Küste Venezuelas vorgefunden. Sie wird auch als Atlantische Perlmuschel bezeichnet, da sie im westlichen Atlantik beheimatet ist (Bermuda, Florida und nördliches Südamerika). Die natürlichen Bestände dieser Muschelart gelten durch Überfischung vielerorts als ausgerottet oder sehr gefährdet, zumal sie nicht kultiviert wird.
- Pinctada fucata (Gould, 1857) könnte als die bedeutendste Perlmuschelart in der Geschichte der Perlenzucht gelten. Mit dieser Perlmuschelart eröffnete der japanische Perlenzüchter Mikimoto bereits Anfang des 20. Jahrhunderts den Weltmarkt der Zuchtperlen. Sie ist auch als die Akoya-Perlmuschel bekannt. Die Bezeichnung Pinctada fucata ist wissenschaftlich noch etwas unstabil. Sie ist in den Meeresgewässern von Japan, China, Taiwan, Vietnam und Australien beheimatet.
- Pinctada mazatlanica (Hanley, 1855) wird manchmal auch als die La-Paz-Perlmuschel bezeichnet. Die wohl berühmteste tropfenförmige (halbbarocke) Perle aller Zeiten, La Peregrina, dürfte von dieser Perlmuschelart stammen. Das Verbreitungsgebiet dieser ostpazifischen Perlmuschelart erstreckt sich von der Westküste Mexikos (Baja California) bis nach Peru. Sie kann eine Größe von über 20 cm erreichen. Natürliche Perlen können über 10 mm groß sein. Neben weißen Perlen bringt diese Perlmuschelart auch dunkelfarbige Perlen hervor.

## Belege

## Anmerkung
1. ↑  Der Name Perlmuscheln wird mehrere Arten der Gattung benutzt, ebenso für perlenproduzierende Muscheln allgemein.